# Televiziunea Târgu Mureș
Televiziunea Târgu Mureș (TTM) was een Roemeense regionale televisiezender die zich richt op Târgu Mureș en omliggende regio. De zender staat bekend onder de naam TV Mureș en Maros TV en zondt uit in het Roemeens en het Hongaars.
Het station is gestart in januari 2006.
Het kanaal zond programma's uit in het Roemeens (tussen 18:00 en 22:00) en in het Hongaars (tussen 16:00 en 18:00).
Het kanaal was eigendom van het lokale mediabedrijf Informația de Mureș, eigenaar van een weekblad met dezelfde naam. 
Het station werd gestopt in 2020, toen de Nationale Audiovisuele Raad besloot om de uitzendlicentie van het station niet te verlengen. 